# 细叶狗脊蕨
细叶狗脊蕨（学名：Woodwardia kempii）为乌毛蕨科狗脊蕨属下的一个种。